# CL (cantant)
Chae-rin Lee (nascuda el 26 de febrer de 1991), més coneguda pel seudònim d'escenari CL, és un cantant, compositora i rapera sud-coreana. Nascuda a Seül, Corea del Sud, va passar molta part de la seva vida primerenca al Japó i França. Va ser entrenada a JYP Etertainment abans d'unir-se a YG Entertainment, i esdevingué un membre del grup de noies 2NE1.
Chae-rin Lee va néixer a Seül, Corea del Sud, però va passar la major part de la seva infantesa a París, Tsukuba i Tòquio. Quan complí els 13, va mudar a París sola, on va estudiar dos anys. Aconseguí una audició amb YG Entertainment quan tenia 15 anys.

## Influències
Ella cita al dirigent de 1TYM, Teddy Parc, qui va produir molta de la música de 2NE1, com una influència i inspiració, així com Madonna, Queen i Lauryn Hill.